# Caissa
Caissa je (fiktivna) boginja šaha in zavetnica šahistov.
Ime izhaja iz grške pesmi avtorja Williama Jonesa, ki je bila leta 1763 izdana. V pesmi je Caissa nimfa, v katero se zaljubi bog Mars. Ker Caissa njegove ljubezni ne vrača, Mars izumi šahovsko igro, da bi z njo osvojil njeno srce.
Caissa je ime številnih šahovskih društev po celem svetu in tudi na Slovenskem. Tudi v šahovski literaturi se s pojmom pogosto srečamo. Po navadi v obliki metafore, kot na primer: "Bil je ljubljenec Caisse." (močan igralec) ali "Caissa ga je preslepila." (naredil je veliko napako).
Ruski šahovski program, ki je leta 1974 zmagal na prvem računalniško-šahovskem svetovnem prvenstvu, se je imenoval Kaissa.